# 汤姆·奥弗顿
汤姆·奥弗顿 （英語：Tom Overton，1930年4月14日—1988年5月4日）美国音频工程师。他曾因电影一个明星的诞生提名奥斯卡最佳音响效果奖。

## 部分影视作品
-  (1976)[1]